# الحيفة (بيشة)
الحيفة هي إحدى قُرى جنوب محافظة بيشة في الجنوب الغربي وتتبع منطقة عسير في المملكة العربية السعودية.

## الموقع
تقع قرية الحيفة على بعد 20 كيلومترًا جنوب محافظة بيشة، وتعتبر ملتقى الأودية الثلاثة وادي بيشة ووادي ترج ووادي هرجاب، وهي بوابة الدخول لسد الملك فهد بن عبد العزيز.

## السكان
في عام 2014، قدر عدد سكان الحيفة بنحو 4000 نسمة.

## المرافق
يوجد في الحيفة متوسطة وثانوية خالد بن الوليد بالحيفة متوسطة وثانوية الحيفة بنات  قصر الحيفة الأثري، وملعب لكرة القدم، ومركز صحي الحيفة.

## قصر الحيفة الأثري
حصل قصر الحيفة الأثري على درع المشروع المتميز والذي طبق عليه مشروع ( شموخ وأصالة 2).

## متحف الحيفة التراثي
يعتبر متحف الحيفة لصاحبته شرعاء بنت فايز بن مُعيان الناشري المعروفة بـ»أم فايز» من المتاحف القديمة الحافظة على الموروث القديم،
ويضم  أكثر من 1500 قطعة اثريه، موزعة على عديد من الأقسام التي تعبر عن حقب تاريخية متعددة.

## مسجد الحيفة التاريخي
يعتبر مسجد الحيفة من أقدم المواقع التاريخية بمحافظة بيشة ومنطقة عسير تأسس في عام 201 هجرية ،  .